# Aleksy Siemionow
Aleksy Siemionow (ur. 1913 w Permie w Rosji, zm. 19 stycznia 1998 w Krakowie) – nauczyciel szkół średnich, krajoznawca, publicysta, działacz turystyczny, związany z Kalwarią Zebrzydowską i Wadowicami.

## Biografia
W 1937 ukończył studia na Wydziale Matematyczno-Przyrodniczym Uniwersytetu Jana Kazimierza we Lwowie, uzyskując tytuł magistra filozofii w zakresie matematyki. Do 1939 pracował jako nauczyciel w Dubnie. W 1942 przeniósł się do Kalwarii Zebrzydowskiej. Po II wojnie światowej zorganizował w Kalwarii Prywatne Gimnazjum i Liceum Zrzeszenia Nauczycieli. Funkcję dyrektora tej placówki pełnił w latach 1945-1950, następnie w latach 1955-1963 był dyrektorem liceum. Uczył też w krakowskim Liceum im. Nowodworskiego. W latach 1963–1973 był nauczycielem w Technikum Przemysłu Drzewnego im. Komisji Edukacji Narodowej w Kalwarii Zebrzydowskiej.
Wieloletni działacz PTTK, autor publikacji popularyzatorskich o Ziemi Wadowickiej, Tatrach i Beskidach. Był współautorem Małej Encyklopedii Babiogórskiej. Publikował artykuły na łamach: "Wierchów", "Prac Babiogórskich" i "Ziemi". Znawca Beskidu Małego: wytyczył szlaki między Wadowicami a Kalwarią Zebrzydowską. Zginął w wypadku, potrącony przez samochód osobowy.

## Publikacje
- 1984 – Ziemia Wadowicka: monografia turystyczno-krajoznawcza, Wadowice
- 1992 – Studia beskidzko-tatrzańskie: rozwój komunikacji w Beskidach Zachodnich i na Podtatrzu, naukowe i turystyczne poznanie Babiej Góry, pochodzenie i znaczenie nazw miejscowości i obiektów fizjograficznych między Rabą a Olzą oraz w Tatrach, Radgoszcz - zachodni kraniec Beskidów, Kalwaria Zebrzydowska
- 1992 – To i owo o Tatrach. T. 1, Ciekawostki fizjograficzne z dziedziny ekstremaliów morfologicznych i geologicznych, zjawisk meteorologicznych, optycznych, flory i fauny Tatr, Kalwaria Zebrzydowska
- 1992 – Mała encyklopedia babiogórska: praca zbiorowa. Pruszków: Rewasz. ISBN 83-85557-04-0. Brak numerów stron w książce (współautor)
- 1993 – To i owo o Tatrach. T. 2, Różne formy materialnej ingerencji (głównie początkowej) człowieka w Tatrach i jej niektóre dewiacyjne pomysły, symboliczny Cmentarz pod Osterwą, niezwykli wyczynowcy w Tatrach, loty w Tatry i nad Tatrami, spór o Morskie Oko, Tatry i inne góry w okresie stalinizmu, Skawina
- 1993 – To i owo o Tatrach. T. 3, Tragedie tatrzańskie - ofiary Tatr i tatrzańscy ratownicy, skarby w Tatrach i ich poszukiwacze, Skawina
- 2008 – Wołyńska epopeja. T. 1, Janów Lubelski-Równe
- 2009 – Wołyńska epopeja. T. 2, Janów Lubelski-Równe